# Рошешуар (округ)
Рошешуа́р (фр. Rochechouart) — округ (фр. Arrondissement) во Франции, один из округов департамента Верхняя Вьенна (регион Новая Аквитания). Супрефектура — Рошешуар.
Население округа на 2006 год составляло 37 181 человек. Плотность населения составляет 47 чел./км². Площадь округа составляет всего 795 км².